# The Virgin Suicides
The Virgin Suicides  (en España, Las vírgenes suicidas; en Hispanoamérica, Vírgenes suicidas) es una película estadounidense de 1999 dirigida por Sofia Coppola y basada en la novela homónima de Jeffrey Eugenides, publicada en 1993. Coppola ganó los Premios MTV Movie como Mejor Nuevo Realizador.

## Sinopsis
A mediados de los años 70, en un barrio residencial de una ciudad americana vive en perfecta armonía la familia Lisbon. Las cinco hermanas, por quienes los chicos suspiran cada vez que las ven, son Cecilia (13 años), Lux (14 años), Bonnie (15 años), Mary (16 años) y Therese (17 años).
Un día, la menor de ellas, Cecilia, intenta suicidarse cortando sus muñecas y ahogándose en su bañera. El psiquiatra de Cecilia recomienda a los estrictos y conservadores señores Lisbon una mayor actividad social con niños del sexo opuesto. Haciendo caso a las indicaciones, los padres planean una pequeña fiesta con los chicos del vecindario, en la cual las hermanas mayores empiezan a establecer amistad con sus invitados; Cecilia realiza un exitoso suicidio lanzándose por una ventana de la segunda planta de la casa, cayendo encima de una cerca puntiaguda que, más tarde, sería retirada a petición de los padres.
La familia siente la pérdida de la niña hasta que las hermanas mayores vuelven a sus actividades escolares actuando como si nada hubiese pasado; cuando, por fin, sus vidas están volviendo a la normalidad, es la hora del baile de graduación al que Trip Fountaine, un galán de la escuela, quiere llevar a Lux tras enamorarse de ella y asegurarle a su padre que no tiene malas intenciones. Para conseguir esto, deben ir todas las hermanas; Trip le pide a otros tres chicos del equipo de fútbol que sean sus respectivas parejas. La noche del baile todas ellas se divierten; coronan a Trip y a Lux como rey y reina del baile. Más tarde, esa misma noche, todas regresan a casa después del baile, exceptuando a Lux, que hace el amor con Trip en el campo de fútbol de la escuela, donde pasa la noche; él la deja ahí abandonada al darse cuenta de que, en realidad, no la quería como pensaba. Veinticinco años después, tiene que ir a terapia de grupo, dando a entender que tenía algún tipo de inestabilidad psicológica. Al día siguiente, Lux despierta sola en el campo de futbol y vuelve a casa en un taxi encontrándose con su madre furiosa y presumiblemente percatándose de lo que ha sucedido. Debido a esto, las cuatro chicas son encerradas permanentemente dentro de la casa como castigo, sin ir a la escuela, incomunicadas con el mundo exterior y soñando con viajes a lugares exóticos de todo el mundo a través de catálogos vacacionales que llegan a su casa por correo.
Las Lisbon comienzan a hablar con sus vecinos usando clave morse y notas dejadas en sitios específicos, hasta que descubren las llamadas telefónicas donde no conversan con las chicas, sino que reproducen canciones a través del teléfono y que responden con otras canciones. Después de un tiempo de ejercer esta misma dinámica, las chicas les piden a sus vecinos ayuda para escapar de casa, a lo que ellos acceden robando el automóvil de la madre de uno de los chicos para la huida.
La noche de la cita concertada, Lux les permite entrar a su casa a mitad de la noche y les pide que esperen dentro de la casa a que las demás estén listas mientras ella iba al garaje; ellos aceptan con nerviosismo, por temor a que los padres despierten. La sorpresa para los chicos es que, al comenzar a buscar a las hermanas por su tardanza, descubren sus cadáveres tras suicidarse: Therese había consumido una sobredosis de somníferos, Mary había metido la cabeza en el horno, Bonnie se ahorcó, y Lux, siendo la última en morir, encerrándose en el garaje con el coche en marcha y un cigarro en la mano. Los chicos, aterrados, huyen del lugar sin ser vistos por persona alguna.
Los Lisbon ya habían captado la atención de los medios cuando ocurrió la muerte de Cecilia, y el hecho que las otras cuatro hermanas hayan decidido suicidarse, llama nuevamente la atención de toda la comunidad hacia ellos. Los padres no saben cómo justificar la tragedia y sólo atinan a declarar que a sus hijas nunca les faltó amor.
Aturdidos, incrédulos e incapaces de entender las razones por las cuales todas sus hijas se han suicidado, el señor y la señora Lisbon huyen silenciosamente de la ciudad, dejándolo todo atrás como si la existencia de las chicas jamás hubiese ocurrido. Nunca más se los vuelve a ver.
El padre de las desaparecidas jóvenes hace que un amigo limpie la casa y venda todas las pertenencias de la familia en una venta de garaje; mientras que las fotos familiares y otros recuerdos personales se tiran a la basura. Los chicos rescatan algunas piezas de esto último. Finalmente, la casa se vende a una joven pareja de la zona de Boston.
El oscuro y angustiante final de la vida de las cinco hermanas, en lugar de dejar en la comunidad  la amarga oportunidad de reflexionar, lo único que trajo fue indiferencia y olvido por parte de los locales. Un caldo de cultivo excelente para futuras tragedias.
Veinte años después del terrible suceso los chicos del vecindario, convertidos ahora en hombres adultos, son los únicos que conservarán en su memoria a las hermanas Lisbon por el resto de sus vidas.

## Reparto
- James Woods: Ronald Lisbon, padre de la familia.
- Kathleen Turner: Mrs. Lisbon, madre de la familia.
- Kirsten Dunst: Lux Lisbon.
- A. J. Cook: Mary Lisbon.
- Hanna Hall: Cecilia Lisbon.
- Leslie Hayman: Therese Lisbon.
- Chelse Swain: Bonnie Lisbon.
- Jonathan Tucker: Tim Weiner, enamorado de las Lisbon y narrador.
- Noah Shebib: Parkie Denton, enamorado de las Lisbon.
- Anthony DeSimone: Chase Buell, enamorado de las Lisbon.
- Lee Kagan: David Barker, enamorado de las Lisbon.
- Robert Schwartzman: Paul Baldino.
- Josh Hartnett: Trip Fontaine, el enamorado de Lux.
- Michael Paré: Trip Fontaine de mayor.
- Scott Glenn: el Padre Moody.
- Danny DeVito: Dr. Horniker, psiquiatra de Cecilia.
- Hayden Christensen: Jake Hill Conley.